# Diócesis de Zhoucun
La diócesis de Zhoucun o de Chowtsun (en latín: Dioecesis Ceuzuenensis y en chino: 天主教周村教区) es una circunscripción eclesiástica de la Iglesia católica en China. Se trata de una diócesis latina, sufragánea de la arquidiócesis de Jinan. Desde el 12 de junio de 2024 es sede vacante, aunque para el Anuario Pontificio está vacante desde el 24 de septiembre de 1988.

## Territorio y organización
La diócesis tiene 5000 km² y extiende su jurisdicción sobre los fieles católicos de rito latino residentes en la parte central de la provincia de Shandong. Según UcaNews, la diócesis se extendería a las ciudades prefecturas de Zibo, Binzhou y Dongying.
La sede de la diócesis se encuentra en el distrito de Zhoucun de la ciudad prefectura de Zibo, en donde se halla la Catedral del Sagrado Corazón de Jesús.
En 1950 en la diócesis existían 17 parroquias.

## Historia
La misión sui iuris de Zhangdian fue erigida el 16 de abril de 1929 con el breve Ut aucto del papa Pío XI, obteniendo el territorio del vicariato apostólico de Tsinanfu (hoy arquidiócesis de Jinan).
El 1 de junio de 1932 la misión sui iuris fue elevada al rango de prefectura apostólica con el breve Ut christiani del papa Pío XI.
El 18 de mayo de 1937 con la bula Non mediocri del papa Pío XI la prefectura apostólica fue elevada a vicariato apostólico, asumiendo a la vez el nombre de vicariato apostólico de Zhoucun (Chowtsun).
El 11 de abril de 1946 el vicariato apostólico fue elevado a diócesis con la bula Quotidie Nos del papa Pío XII.
En marzo de 1948 el Partido Comunista de China capturó Zibo, se impuso en la guerra civil y proclamó la República Popular China el 1 de octubre de 1949. El 4 de septiembre de 1951 China comunista expulsó al nuncio apostólico Antonio Riberi y la Santa Sede continuó reconociendo a la República de China en Taiwán como el legítimo gobierno chino. Todos los misioneros extranjeros fueron expulsados de China comunista en 1952, entre ellos el obispo Henry Ambrose Pinger.
La Asociación Patriótica Católica China fue creada con el apoyo de la Oficina de Asuntos Religiosos de la República Popular de China en 1957, con el objetivo de controlar las actividades de los católicos en China. Su nombre público es Iglesia católica china y es referida como la "Iglesia oficial" en contraposición a la "Iglesia subterránea" o "Iglesia clandestina" leal a la Santa Sede.
En el período de 1966 a 1976 la Revolución Cultural se ensañó especialmente contra la religión, destruyéndose numerosas iglesias y cesaron todas las actividades religiosas en la diócesis. La diócesis reasumió sus actividades en la década de 1980.
La Asociación Patriótica Católica China la renombró diócesis de Linyi en junio de 1981, sin asentimiento de la Santa Sede.
El 1993 el sacerdote Giovanni Gao Kexian, fallecido el 24 de enero de 2005, fue ordenado obispo "clandestino"; desde 1997 fue también administrador apostólico de la diócesis de Yantai. Los obispos "oficiales" de la diócesis fueron: Joseph Zong Huaide, fallecido el 27 de junio de 1997, y Joseph Ma Xuesheng, fallecido el 8 de febrero de 2013. Lo sucedió Joseph Yang Yong-qiang.
El 22 de septiembre de 2018 se firmó en Pekín el Acuerdo provisional entre la Santa Sede y la República Popular de China sobre el nombramiento de los obispos. El 22 de octubre de 2020 el acuerdo fue prorrogado por otros dos años y en octubre de 2022 por otros dos años más. La oficialización de Jin Yangke como obispo de Ningbo (en el marco del acuerdo de 2018 entre China y la Santa Sede) llegó el 18 de agosto de 2020.
El 20 de abril de 2023 se amplió con porciones de territorio de la suprimida prefectura apostólica Yiduxian.
Debido a la situación particular de la Iglesia católica en China, la Santa Sede no nombra obispos para las diócesis chinas, que son sedes oficialmente vacantes incluso en presencia de obispos reconocidos por Roma.

## Estadísticas
Según el Anuario Pontificio 2002 la diócesis tenía a fines de 1950 un total de 29 411 fieles bautizados.
| Año                                                                             | Población            | Población | Población      | Sacerdotes | Sacerdotes    | Sacerdotes    | Bautizados por sacerdote | Diáconos permanentes | Religiosos | Religiosos | Parroquias |
| Año                                                                             | Bautizados católicos | Total     | % de católicos | Total      | Clero secular | Clero regular | Bautizados por sacerdote | Diáconos permanentes | Varones    | Mujeres    | Parroquias |
| ------------------------------------------------------------------------------- | -------------------- | --------- | -------------- | ---------- | ------------- | ------------- | ------------------------ | -------------------- | ---------- | ---------- | ---------- |
| 1950                                                                            | 29 411               | 3 000     | 1.0            | 35         | 12            | 23            | 840                      |                      |            | 25         | 17         |
| Fuente: Catholic-Hierarchy, que a su vez toma los datos del Anuario Pontificio. |                      |           |                |            |               |               |                          |                      |            |            |            |

Según la Agenzia Fides, en 2013 la diócesis contaba circa 18 000 fieles, 65 iglesias, una veintena de sacerdotes y algunas religiosas.

## Episcopologio
- Henry Ambrose Pinger, O.F.M. † (17 de diciembre de 1930-24 de septiembre de 1988 falleció)
  - Sede vacante
  - Giovanni Gao Kexian † (2 de septiembre de 1993 consagrado-24 de enero de 2005 falleció)
  - Joseph Zong Huai-† (1 de junio de 1958 consagrado-27 de junio de 1997 falleció)
  - Joseph Ma Xue-sheng † (27 de junio de 1997 por sucesión-8 de febrero de 2013 falleció)[13]
  - Joseph Yang Yong-qiang (8 de febrero de 2013 por sucesión-12 de junio de 2024 nombrado obispo de Hangzhou)[14]